# Stadio della Roma
|  | Fremtidig bygning Denne artikel omhandler en bygning, der er under opførelse. Det er derfor muligt, at indholdet er af spekulativ natur, og ligeledes, at indholdet kan ændre sig markant efterhånden som flere oplysninger bliver tilgængelige. |

Stadio della Roma er et fremtidigt stadion beliggende i Rom i Italien. Det skal være hjemmebane for fodboldklubben AS Roma, og forventes at stå klart til begyndelsen af sæsonen 2020–21.